# Pauline Martin

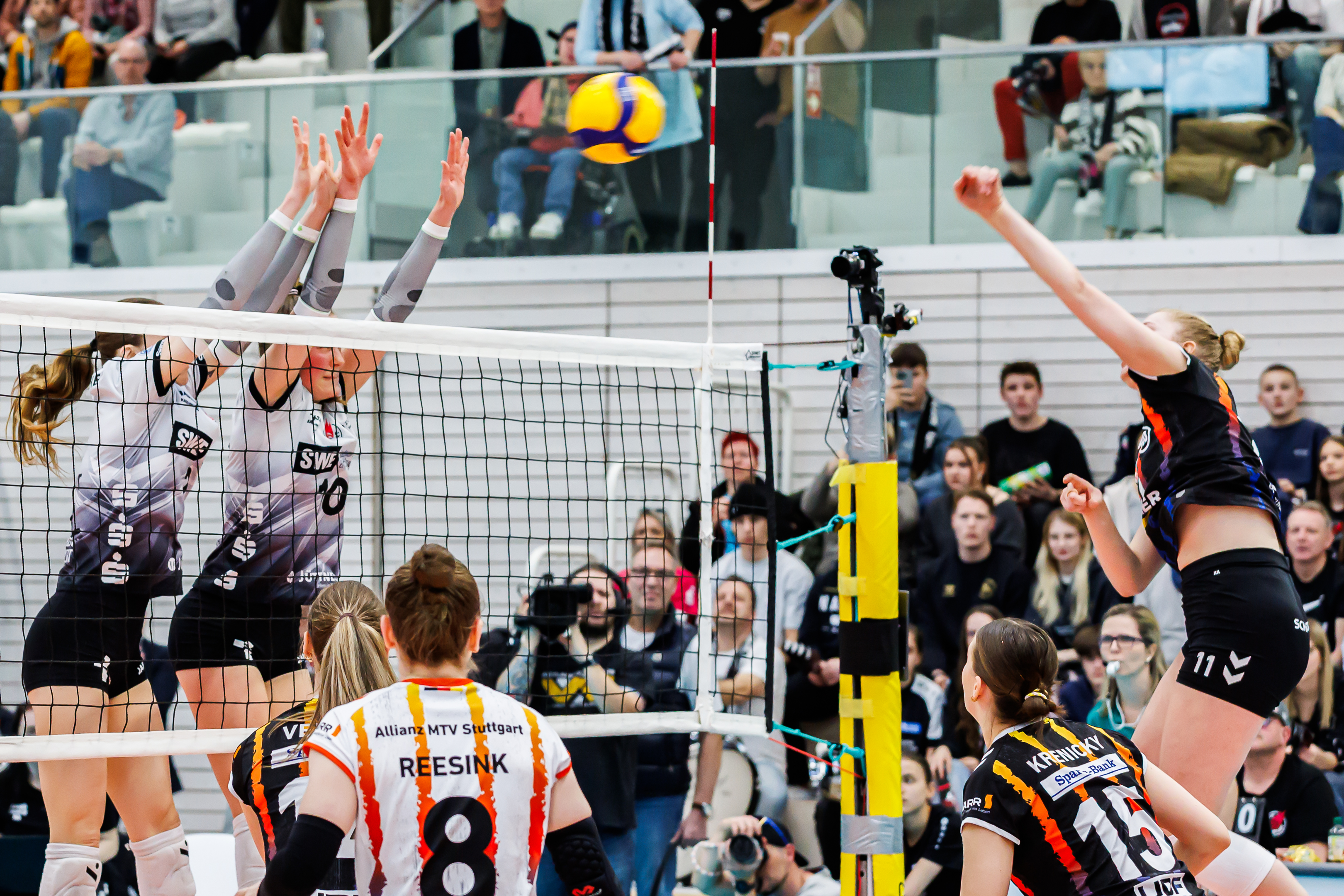
Pauline Martin podczas wykonywania ataku z prawego skrzydła w drużynie Allianz MTV Stuttgart w sezonie 2024/2025

Pauline Martin (ur. 4 września 2002 w Namur) – belgijska siatkarka, reprezentantka Belgii, grająca na pozycji atakującej. 

## Sukcesy klubowe
Superpuchar Belgii:
- 2019

Puchar Belgii:
- 2021[6]

Liga belgijska:
- 2021[7]

Superpuchar Niemiec:
- 2024[8]

## Sukcesy reprezentacyjne
Złota Liga Europejska:
- 2024[9]

## Udział w pozostałych turniejach międzynarodowych w reprezentacji Belgii
Mistrzostwa Europy U-16:
- 12. miejsce 2017[10]

Liga Narodów:
- 15. miejsce 2022[11]

Mistrzostwa Świata:
- 9. miejsce 2022[12]

Złota Liga Europejska:
- 3-4. miejsce 2023

Mistrzostwa Europy:
- 15. miejsce 2023[13]